# 中国工农红军第三十军 (1936年建立)
中国工农红军第三十军，简称红三十军，中国工农红军地方部队之一。
1936年4月，中共中央以一部分陕北地方武装和晋西北游击队合编为红三十军。军长阎红彦，政治委员蔡树藩，下辖3个团1000余人。1937年8月，红三十军编为八路军留守兵团警备第三团。